# Sobremonte megye
Sobremonte egy megye Argentínában, Córdoba tartományban. A megye székhelye San Francisco del Chañar.

## Települések
Önkormányzatok és települések (Municipios y comunas)
- Caminiaga
- Chuña Huasi
- Pozo Nuevo
- San Francisco del Chañar